# Heliconius reductimacula
Heliconius reductimacula är en fjärilsart som beskrevs av Felix Bryk 1953. Heliconius reductimacula ingår i släktet Heliconius och familjen praktfjärilar. Inga underarter finns listade i Catalogue of Life.